# Syndykat clevelandzki
Syndykat Clevelandzki (ang. Cleveland Syndicate) – organizacja przestępcza zajmująca się głównie przemytem alkoholu oraz hazardem, działająca w Cleveland, a założona przez czterech mafiosów pochodzenia żydowskiego – Morrisa Dalitza, Morrisa Kleinmana, Sama Tuckera i Louisa Rothkopfa.
Dalitz zaczynał karierę przestępczą w Detroit w Purpurowym Gangu, jednak niebawem przeniósł się do Cleveland. Nowo założony Syndykat trudnił się przemytem alkoholu do Ohio z Kanady; w przeciwieństwie do Purpurowych, starał się torować sobie drogę raczej łapówkami niż siłą. Nawiązał przyjazne kontakty z „młodymi wilkami” – braćmi Alem i Chuckiem Polizzi, braćmi Tonym i Frankiem Milanami oraz trzema braćmi Angersolami, wspierając ich aż osiągnęli prymat wśród clevelandzkich mafiosów, stając się Gangiem z Mayfield Road. Stosunki między obiema organizacjami były zawsze kordialne.
Syndykat, sprzymierzony z gangsterami z Mayfield Road, wyeliminował konkurencję starych mafiosów w postaci rodziny Lonardo i braci Porello uzyskując pełną kontrolę nad przemytem i hazardem w Cleveland, a następnie Kentucky, Wirginii Zachodniej i Indianie. Później Syndykat przeniósł się do Las Vegas biorąc w posiadanie hotel „Desert Inn”, skąd zdominował świat hazardu w Las Vegas na wiele lat.
Czterech założycieli było znanych jako „Wielka Czwórka”; wszelkie zyski były zawsze równo dzielone pomiędzy nich. Pod koniec lat 60. XX wieku Syndykat sprzedał „Desert Inn” Howardowi Hughesowi.